# Idaea sugillata
Idaea sugillata är en fjärilsart som beskrevs av Max Joseph Bastelberger 1911. Idaea sugillata ingår i släktet Idaea och familjen mätare. Inga underarter finns listade i Catalogue of Life.

## Bildgalleri

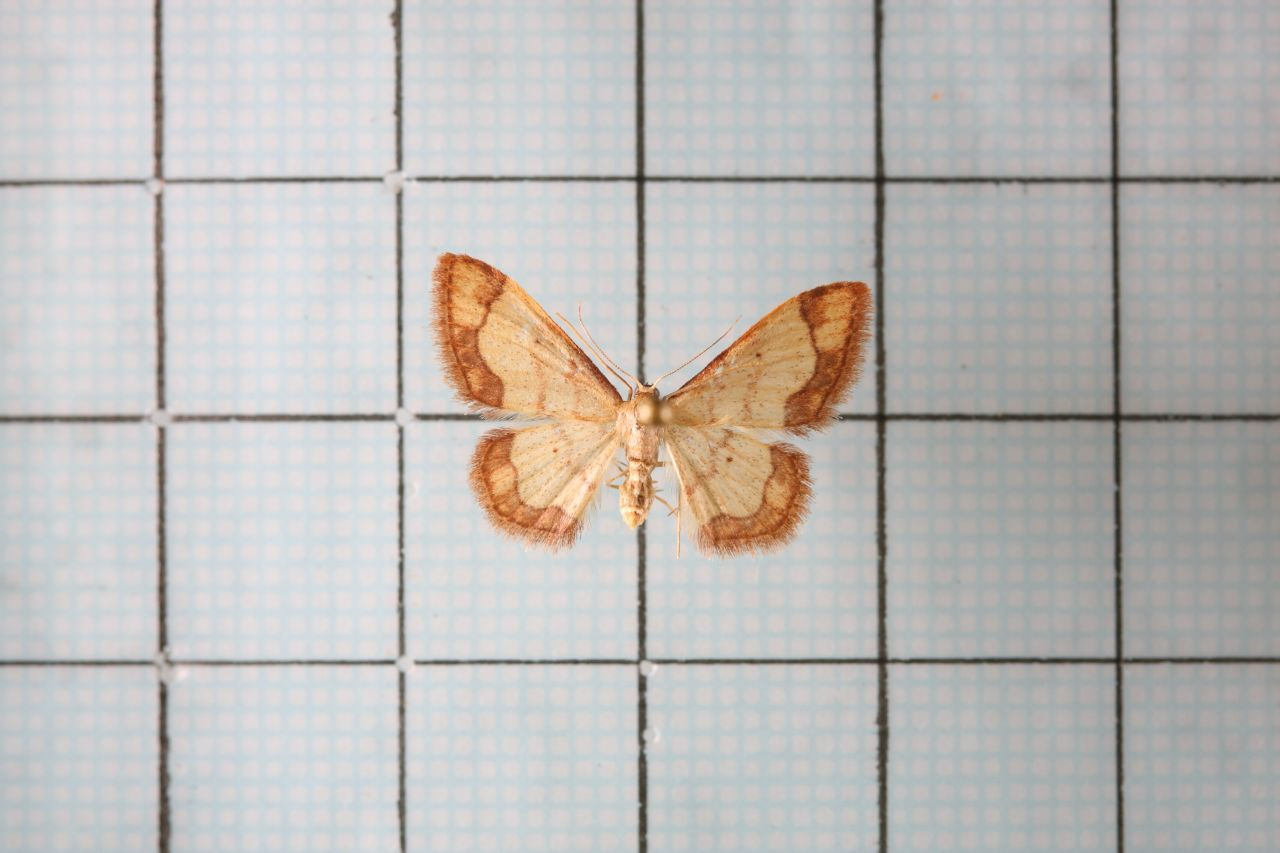